# 核物質防護条約
核物質防護条約（かくぶっしつぼうごじょうやく、英語: Convention on the Physical Protection of Nuclear Material）は、核物質の国際移動をめぐる防護措置や犯罪について取り決めた条約である。核物質の防護に関する条約、PP条約ともよばれる。
1979年10月26日、ウィーンで採択。1987年2月8日、発効。2005年7月8日、ウィーンで改正条約採択。2016年5月8日、改正条約発効。